# Qualité de l'eau
 (janvier 2013).
Si vous disposez d'ouvrages ou d'articles de référence ou si vous connaissez des sites web de qualité traitant du thème abordé ici, merci de compléter l'article en donnant les références utiles à sa vérifiabilité et en les liant à la section « Notes et références ».

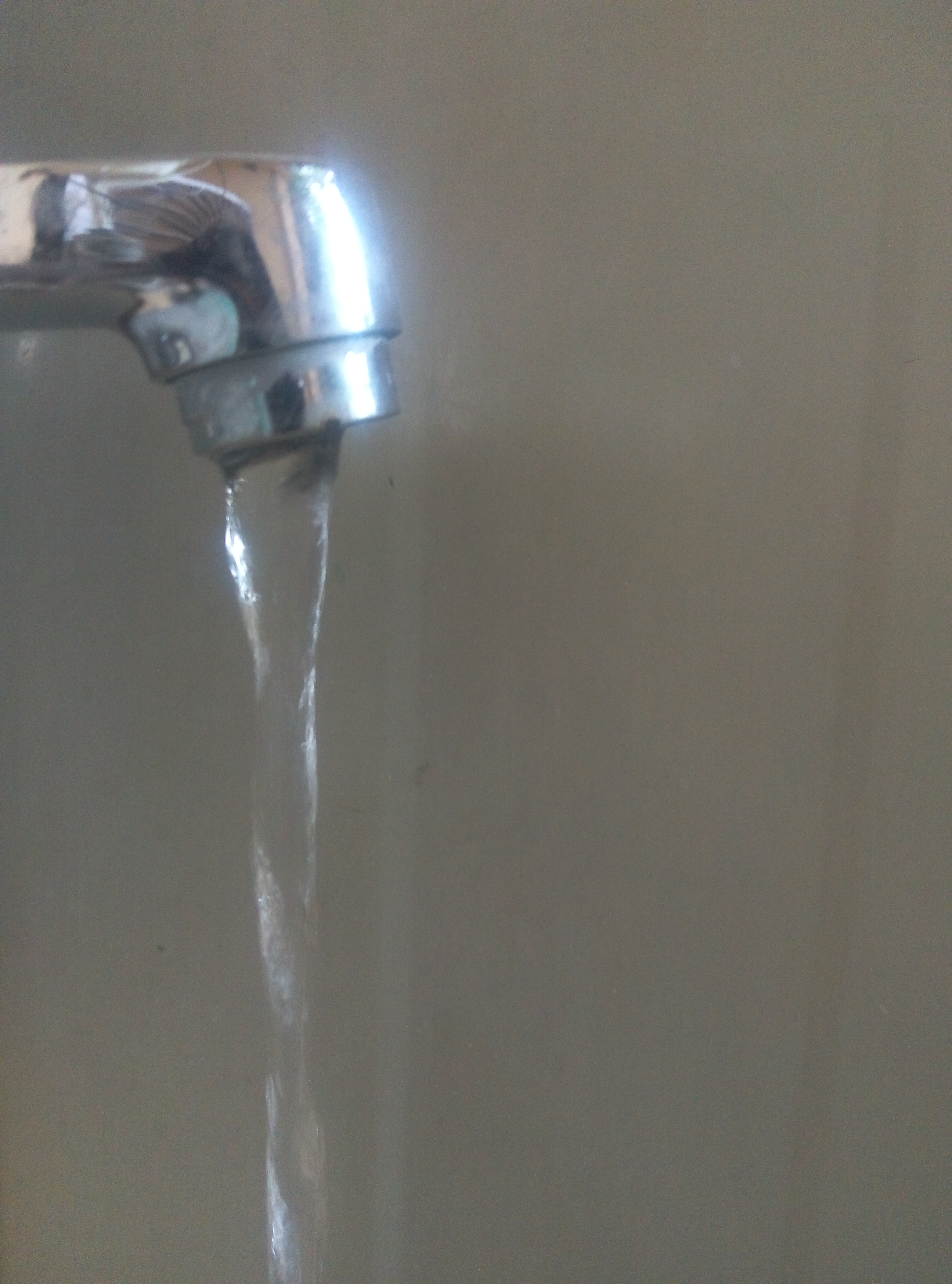
Eau du robinet

La qualité de l'eau est caractérisée du point de vue physico-chimique, biologique et hydromorphologique (dans le cadre de la Directive-cadre sur l'eau, une norme européenne).
La qualité de l'eau attendue est dépendante de son usage ; les normes à respecter ne seront pas les mêmes selon que l'eau est destinée à être bue, utilisée pour l'irrigation de cultures, ou simplement à alimenter un cours d'eau naturel.
Ce concept est utilisé pour l'eau potable ou certains usages domestiques et/ou industriels nécessitant une eau aux caractéristiques particulières (déminéralisée par exemple).
L’eau est aujourd’hui la denrée alimentaire la plus fortement réglementée.

## Évolution
En 2007, en Europe, 63 paramètres contrôlent la qualité de l’eau potable, contre six à la fin du XIXe siècle.
Les teneurs maximales recommandées et autorisées en plomb dans l’eau ont plusieurs fois été revues à la baisse en raison de la persistance d'une plombémie, et dans certaines régions (en présence d'eau naturellement acide et déminéralisée) de cas de saturnisme dus aux réseaux équipés de tuyaux en plomb.
D'autres seuils de tolérance auraient été augmentés : cinq fois plus pour les pesticides depuis 2011, vingt fois plus pour les nitrates depuis 1920 (50 mg/L en Europe, 40 mg/L en Suisse). La teneur maximale en minéraux est quant à elle passée de 500 à 1 500 mg/L en 1961 puis sans limite depuis la directive européenne de 1998.
La dernière directive européenne exige des normes appliquées non plus seulement aux captages, et sur le réseau public de distribution d’eau, mais également aux robinets.
Les normes décrivant la qualité des eaux de surface, ou souterraines, douces ou marines (eaux de baignade ou de conchyliculture) s'appuient sur un nombre réduit de paramètres, mais évoluent dans le sens d'une plus grande exigence pour les nitrates (Cf. Directive Nitrates 91/676/CEE du 12 décembre 1991) ainsi que pour d'autres paramètres. En 2007 par exemple, les nouvelles normes européennes prévues à l'horizon 2015 laissent penser qu'une plage sur 5 pourrait être déclassée et 33 interdites au public.

## Normes
Elles découlent de travaux scientifiques, appuyés sur des expériences, généralement sur l'animal, ou découlant de données épidémiologiques, définissant des doses maximales admissibles (DMA) ou tolérables (DMT) (journalières, hebdomadaires...).
Il s'agit de la quantité de telle ou telle substance (on ne prend pas encore en compte les synergies toxiques induites par l'association de plusieurs polluants et/ou substances dites « indésirables ») qu'un individu est réputé pouvoir absorber sans danger quotidiennement tout au long de sa vie. 
Sur la base de comportements moyens, la quantité maximale apportée par l'eau est calculée, et on y ajoute une marge de sécurité (car on peut être exposé à des pics, et les enfants ou certaines personnes sont plus sensibles aux toxiques éventuellement présents dans l'eau). 
On peut distinguer les contaminants inertes des contaminants biologiques (bactéries, virus, etc.) qui peuvent se reproduire, la dose infectieuse n'étant pas comparable avec la dose toxique pour un produit chimique.

## Dangers potentiels pour la qualité de l'eau
Nombre de substances peuvent venir polluer et modifier la composition de l'eau, beaucoup étant synthétisées par l'Homme. On peut citer les exemples suivants : pétrole, graisses, pesticides, mercure et autres métaux traces, toxines non-métalliques (hydrocarbures aromatiques polycycliques (HAP), polychlorobiphényles (PCB), etc.).

## Qualité microbiologique des eaux de consommation
Les eaux de consommation peuvent contenir de multiples micro-organismes (virus, bactéries et parasites). Leur présence est la plupart du temps provoquée par une dégradation de la qualité de la ressource en eau, par l'inefficacité de la protection et de l’entretien des ouvrages de captages, par un mauvais traitement de désinfection, ou encore par contamination lors du transport ou stockage.
L'eau de consommation chargée en micro-organismes présente une menace pour la population : elle peut causer des pathologies comme les troubles gastro-intestinaux, diarrhées... Les techniques pour identifier les germes pathogènes dans l'eau sont complexes et prennent beaucoup de temps, mais la qualité bactériologique de l'eau peut être évaluée au moyen de germes témoins de contamination fécale (Escherichia coli et entérocoques), ces germes indiquant la présence de germes pathogènes dans l'eau.

## Les pesticides dans l'eau de consommation
Les pesticides sont des « produits chimiques phytosanitaires » issus de l'industrie chimique employés dans divers domaines (l'agriculture, les industries, la construction...) pour détruire, entre autres, les espèces nuisibles et indésirables (insecticides, herbicides, fongicides...), ces produits très toxiques peuvent être présents dans l'eau par leur pénétration dans les sols. Les produits phytosanitaires peuvent comporter des risques considérables pour la santé humaine comme les intoxications aiguës. On note que la plupart des apports en pesticides par l'alimentation sont issus de la consommation de fruits et de légumes.

## Contrôle de la qualité de l'eau

### En France
La France, comme la plupart des pays d’Europe, suit les normes fixées par la Commission des communautés européennes.
L'État est responsable de la qualité de l'eau potable, par le biais du Ministère de la Santé qui contrôle la qualité de l'eau alimentaire d'un point de vue sanitaire, en inspectant les installations de production, de traitement et de distribution d’eau.
Le contrôle de la qualité des eaux de baignade, quant à lui, est réalisé par les services déconcentrés du ministère chargé de la santé. Ces contrôles portent sur les caractéristiques microbiologiques des eaux de mer et des eaux douces fréquentées par le public, dans un but de prévention des risques sanitaires associés à ces caractéristiques.
« En France, l’eau du robinet est l’un des aliments les plus contrôlés. Elle fait l’objet d’un suivi sanitaire permanent, destiné à en garantir la sécurité sanitaire ». Un suivi de la qualité de l'eau distribuée est réalisé régulièrement dans chaque commune, et ses résultats sont communiqués au public et affichés en mairie.
Il y a environ 35 000 services publics de l'eau en France, dénombrant des critères variés concernant la qualité de l'eau. Afin de rendre plus transparente la gestion de ces services, la création d'un observatoire sur les services d’eau et d’assainissement a été confiée à l’ONEMA (Office national de l'eau et des milieux aquatiques) par la loi sur l’eau et les milieux aquatiques du 30 décembre 2006. Cet observatoire créé en 2009 permet aux communes de saisir un certain nombre d’indicateurs traitant d'aspects économiques, techniques, sociaux et environnementaux. Cette saisie a été déclarée comme étant obligatoire à partir du 1er janvier 2016, pour les communes ou groupements intercommunaux de plus de 3 500 habitants.

### En Suisse
L'approche se base sur l'utilisation de critères de qualité environnementale (CQE) L'évaluation de la qualité de l'eau est définie par l'ordonnance sur la protection des eaux (OEaux). 
« L'ordonnance sur l’eau potable, l’eau de source et l’eau minérale oblige les distributeurs d'eau à informer le public au moins une fois par année sur la qualité de l'eau potable. »

## Contrôle de la qualité des cours d’eau

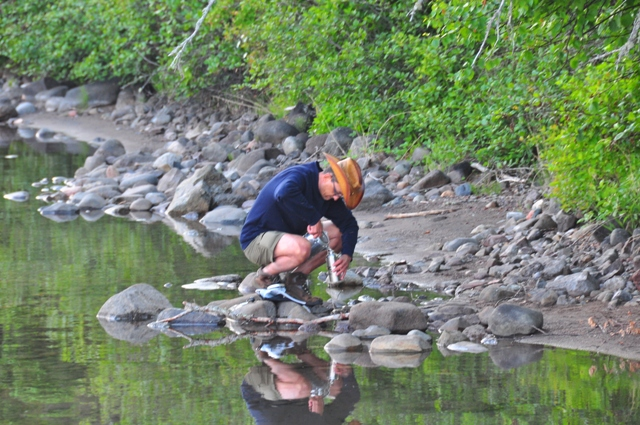
Collecte d'un échantillon d'eau dans une rivière

En France, après traitement des eaux usées dans une station d’épuration, les eaux sont relâchées dans les cours d’eau naturels. Une détérioration de la qualité de l'eau (charge en sédiments, concentrations en nutriments, température, niveau d’oxygène dissout, pH...) peut être d'origine naturelle mais le plus souvent l’homme en est responsable (activités industrielles, agricoles...) ; ayant un impact sur ces eaux, il se doit d'effectuer des contrôles qualité. Un bon état écologique et chimique garanti un bon fonctionnement des services socio-économiques et écosystémiques liés à cette eau.

### Qualité physico-chimique
En France, on utilise actuellement le système d’évaluation de l’état de l’eau (SEEE), c’est un système qui permet le calcul de masse d’indicateur de l’état de l’eau. À terme, il pourra être utilisé comme référence pour tous les types d’eau. Le système d’évaluation de la qualité des eaux (SEQ-Eau) est également utilisé.

### Qualité biologique
Elle est évaluée à l’aide de bioindicateurs :
- l’indice biologique diatomées (IBD) grâce aux diatomées, micro-algues unicellulaires (Bacillariophycées) ;
- l’indice biologique global normalisé (IBGN) grâce aux invertébrés ;
- l’indice poisson rivière (IPR) grâce aux poissons.

Les bioindicateurs informent également sur la qualité générale de l'eau. 

### Qualitéhydromorphologique
On utilise pour cela le système d’évaluation de la qualité physique (SEQ-Physique).

### Qualité radiologique
En France, la réglementation a fixé quatre indicateurs pour évaluer la qualité radiologique des eaux de consommation :
- les activités alpha globale et bêta globale résiduelle contribuent à piloter la stratégie d'analyse ;
- deux références de qualité : la dose totale indicative (DTI) et l'activité en tritium ; une enquête environnementale et des actions correctives sont mises en place en cas de résultats non satisfaisants.

Les valeurs des trois premiers indicateurs sont analysées au laboratoire sur des échantillons d'eau. En ce qui concerne le quatrième indicateur, il demande des analyses profondes par des calculs pour pouvoir identifier et quantifier les radionucléides présents.

### Réglementation
- MEEDDM, France (2010)  Arrêté du 25 janvier 2010 relatif aux méthodes et critères d’évaluation de l’état écologique, de l’état chimique et du potentiel écologique des eaux de surface pris en application des articles R. 212-10, R. 212-11 et R. 212-18 du code de l'environnement.